# Alquería de la Condesa
Alquería de la Condesa in castigliano e L'Alqueria de la Comtessa in valenciano, è un comune spagnolo di 1 421 abitanti situato nella comunità autonoma Valenciana.